# Everybody's Golf (datorspel 2017)
New Everybody's Golf är ett tv-spel för PlayStation 4, utvecklat av Clap Hanz och utgivet av Sony Interactive Entertainment. Spelet släpptes i augusti 2017 och är det tolfte spelat i spelserien Everybody's Golf
Spelet utspelar sig på spelets golfbanor.